# Kōyama-ji

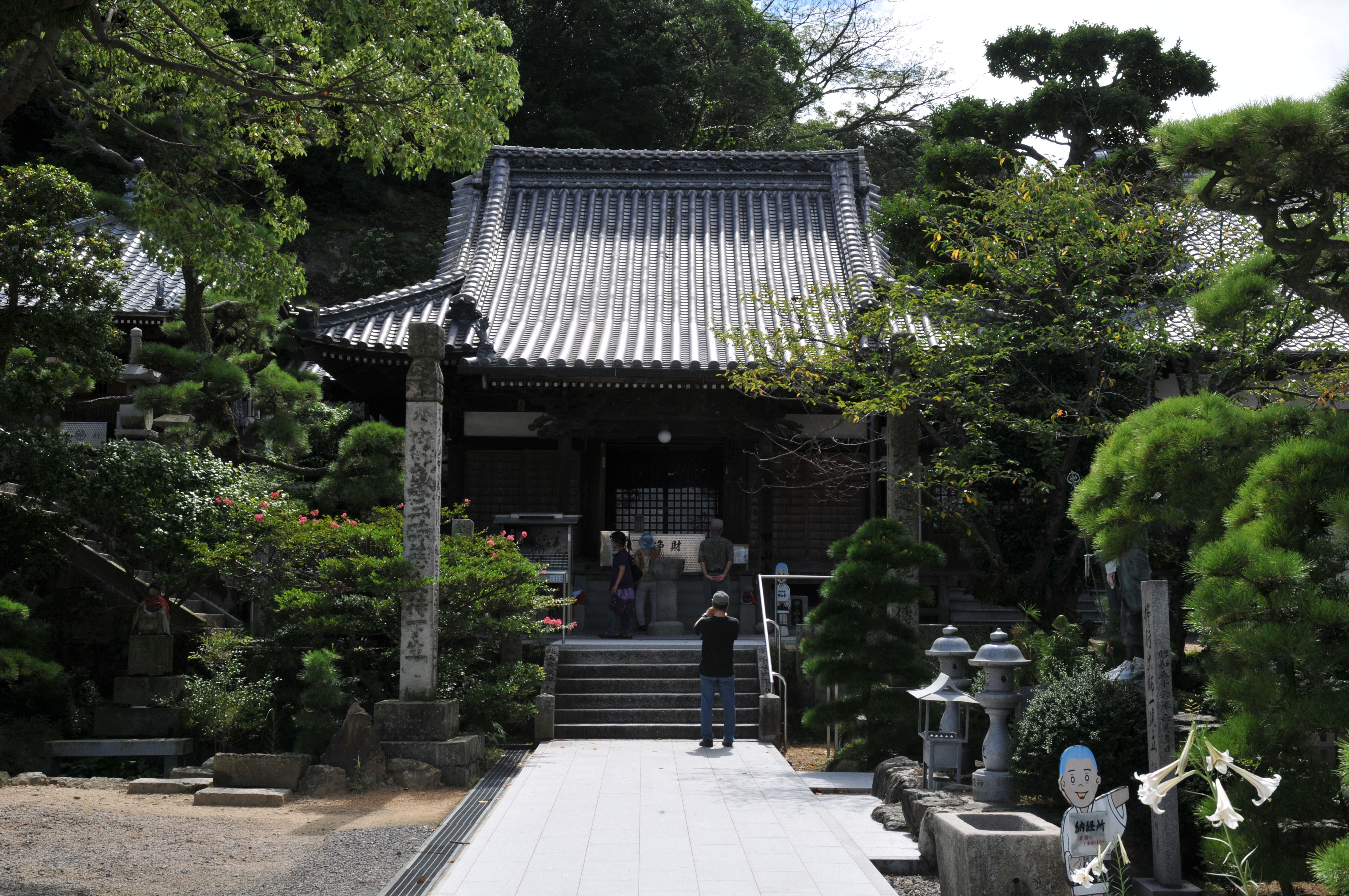
Die Haupthalle des Tempels

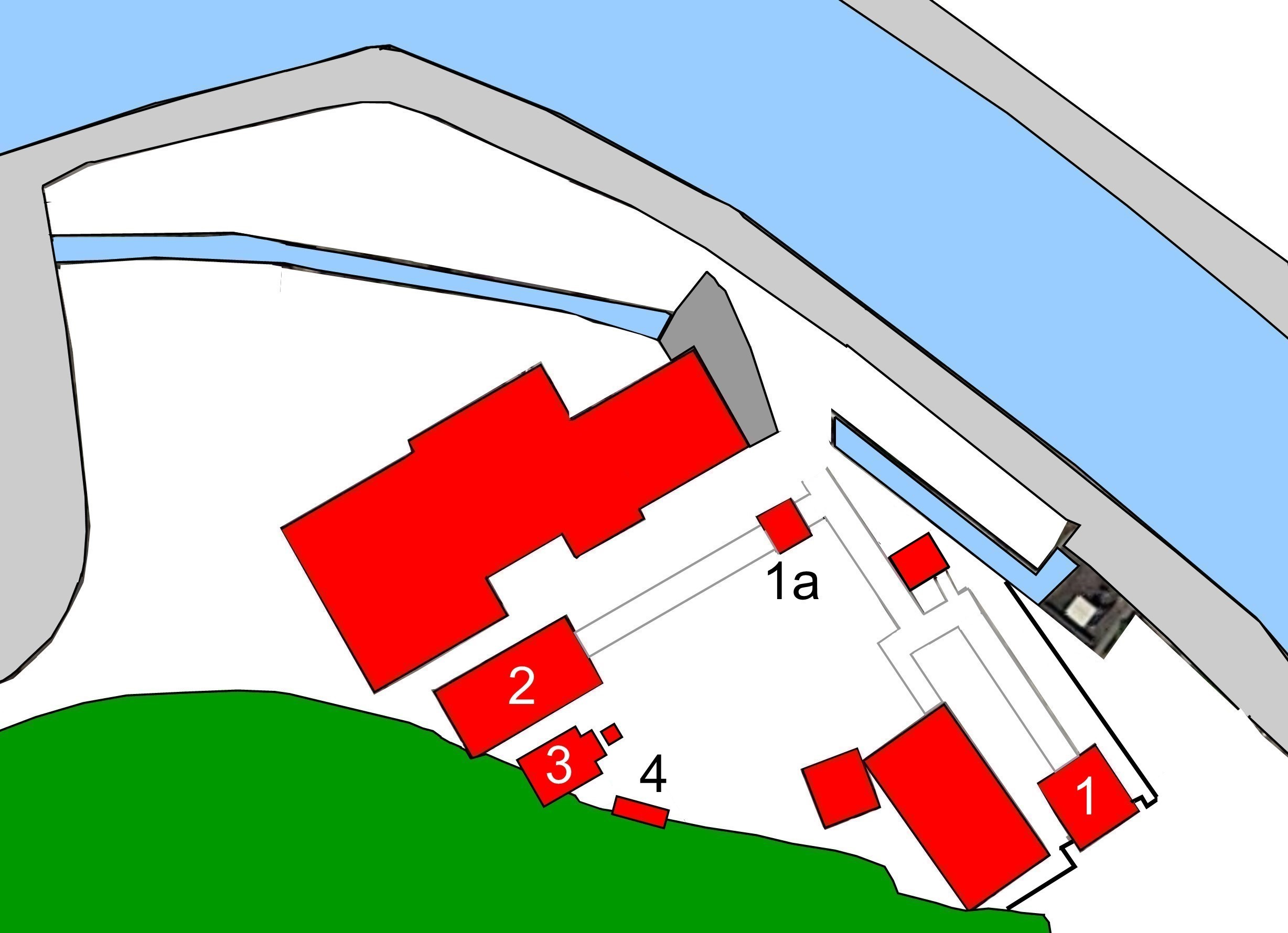
Plan des Tempels (s. Text)

Der Kōyama-ji (japanisch 甲山寺) mit den Go Iōzan (医王山) und Tahōin (多宝院) ist ein Tempel der Shingon-Richtung des Buddhismus in Zentsūji (Präfektur Kagawa). Er liegt am  Fuße des 87 m hohen Kabutoyama (甲山) und wird auf der anderen Seite durch ein Flüsschen begrenzt. In der traditionellen Zählung ist er der 74. Tempel des Shikoku-Pilgerwegs.

## Geschichte
Der kleine Tempel liegt in der Gegend, in der Priester Kukai seine Jugend verbrachte. Er soll dann später ein Teil des Geldes, das er für die Regulierung des Mannō-Teiches (満濃池), des größten Stausees im Altertum, erhalten hatte, für die Anlage des Tempels verwendet haben. Er soll auch die Steintafel mit dem Bild des heiligen Bishamon (毘沙門天) angefertigt haben.

## Anlage
Hat man den Tempel durch sein Tor (山門, Sammon; 1) betreten, führt ein mit Platten belegter Weg weiter, bis ein einfaches, freistehendes Tor (1a) zur Wendung nach links einlädt. Nun führt der Plattenweg zur Haupthalle (本堂, Hondō; 2), die aus wertvollen Hinoki-Stämmen erbaut ist. Links daneben, etwas zurückgesetzt, steht die Halle, in der der Tempelgründer verehrt wird, die Daishidō (大師堂, 3). Dann kommt man zur Bishamondō (毘沙門堂; 4), die in eine Felsenhöhle 12 m hinein gebaut ist.

## Bilder

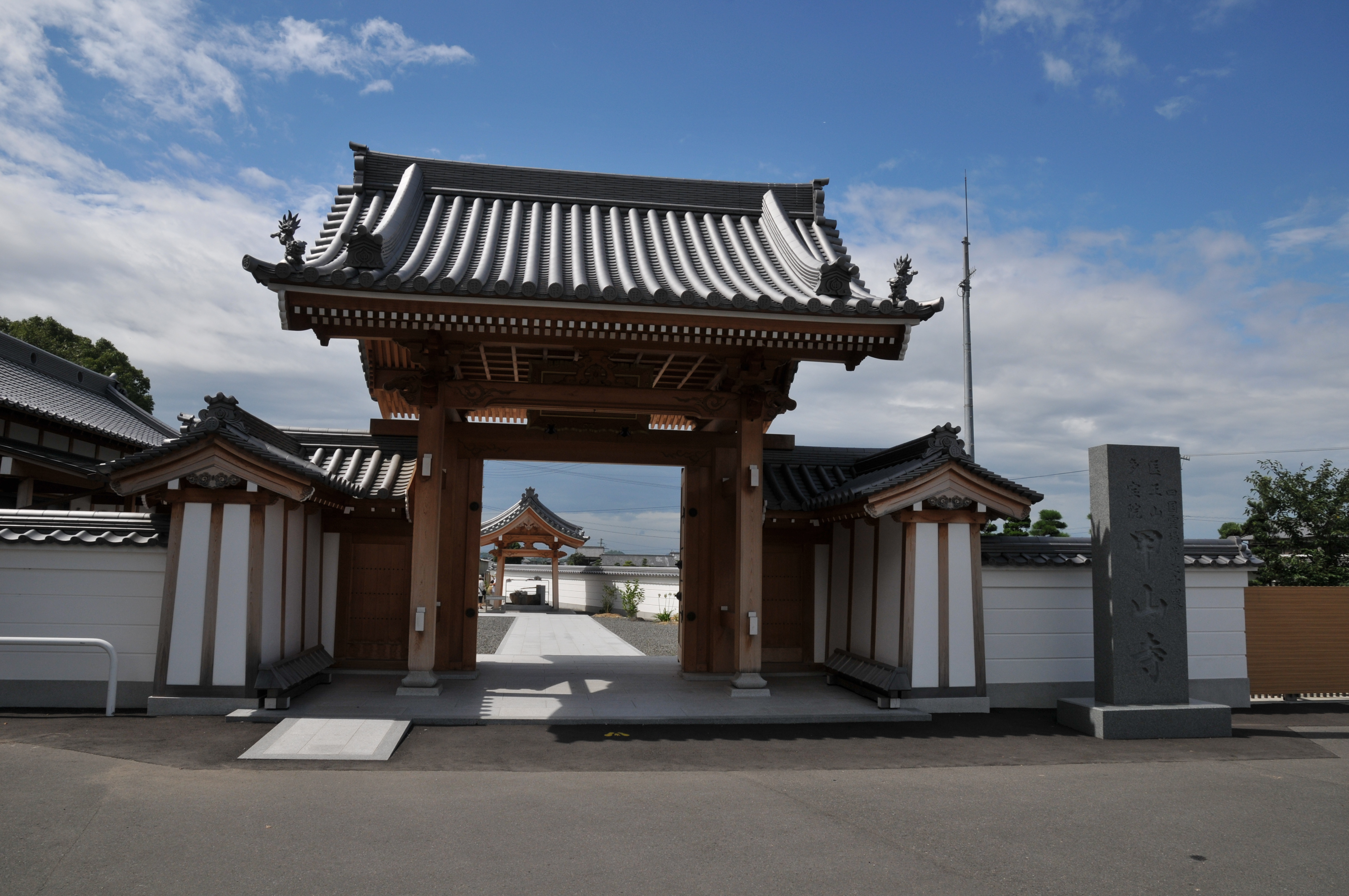
Tempeltor
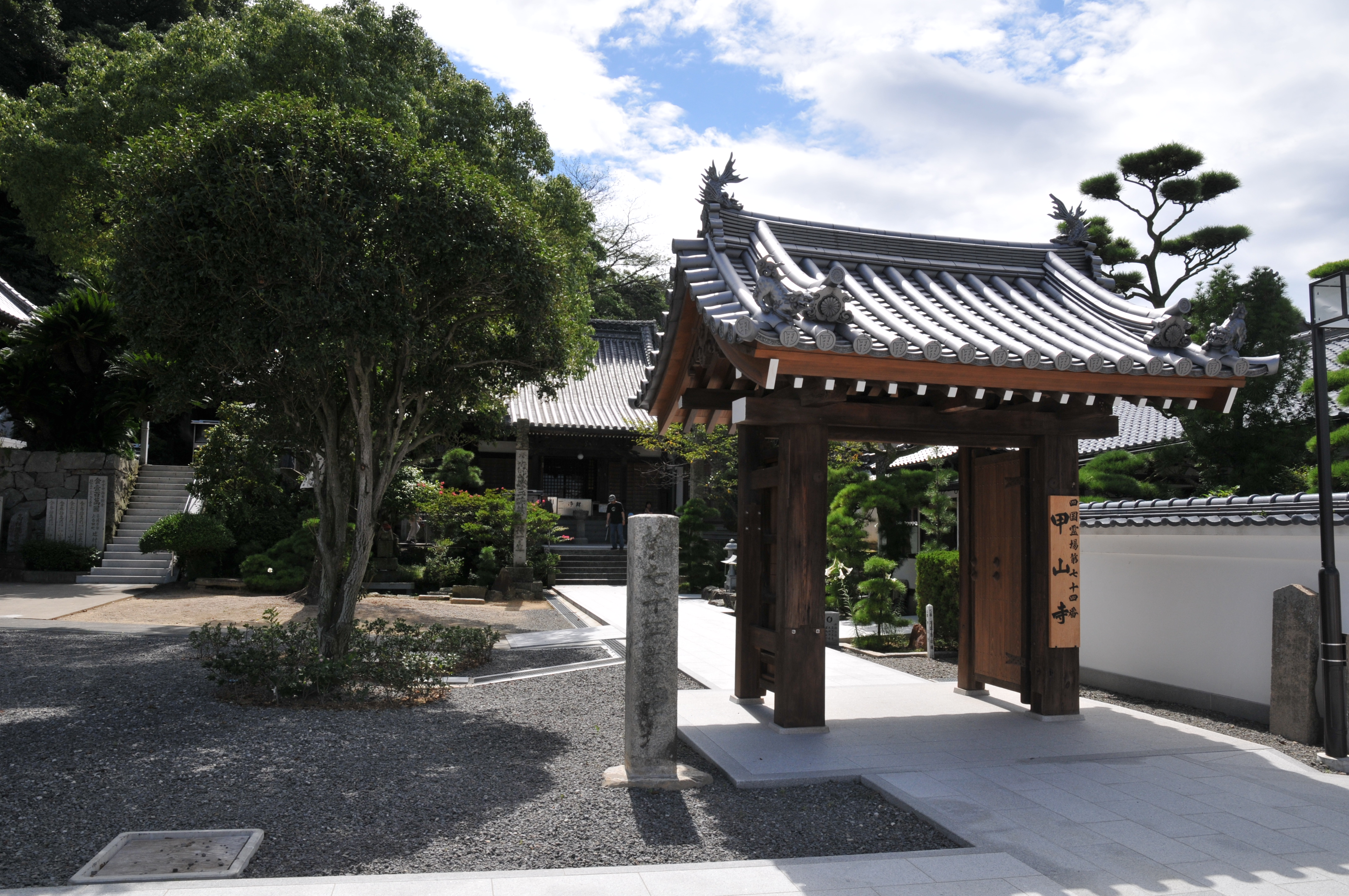
Kleines Tempeltor
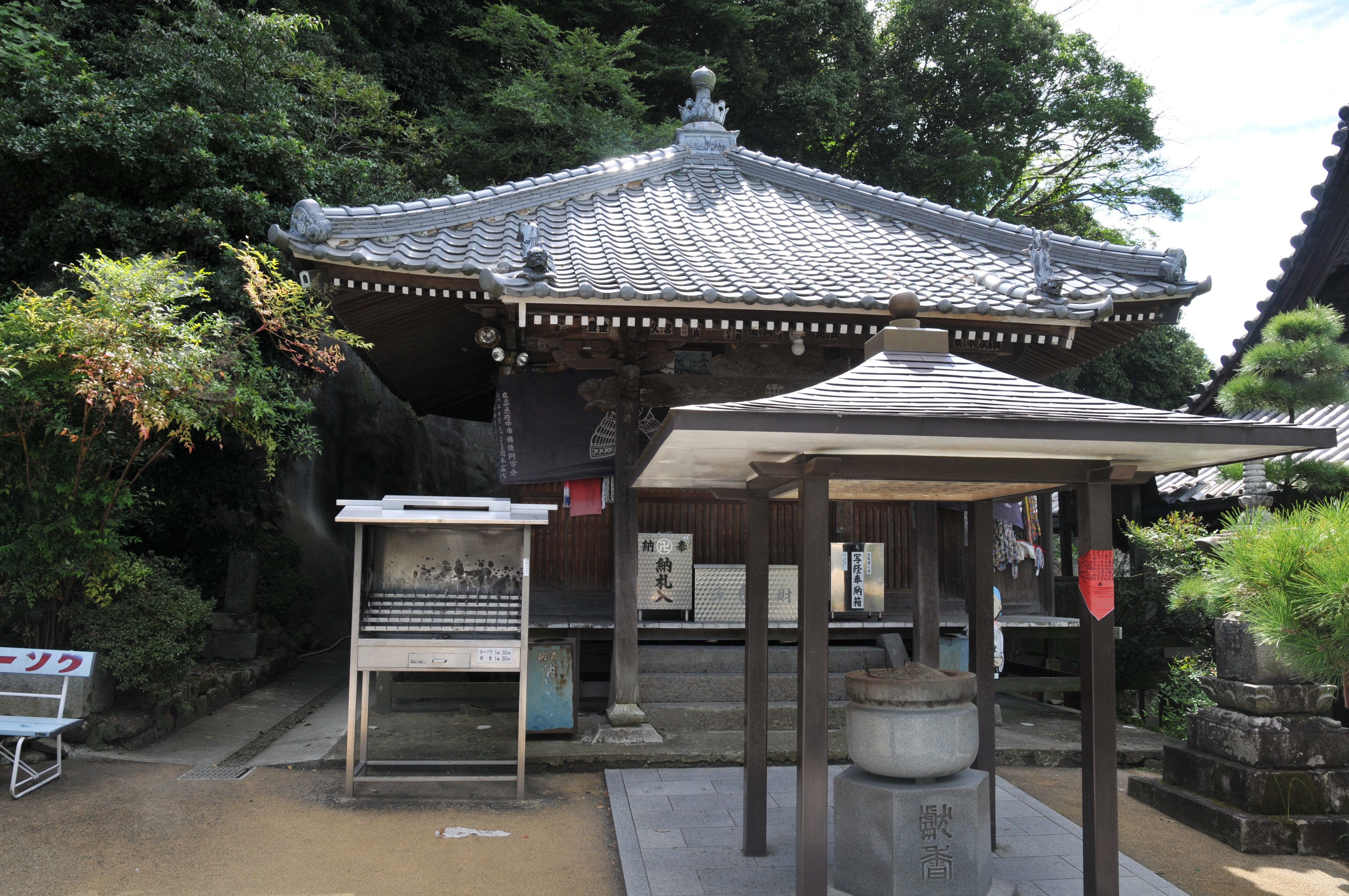
Daishidō
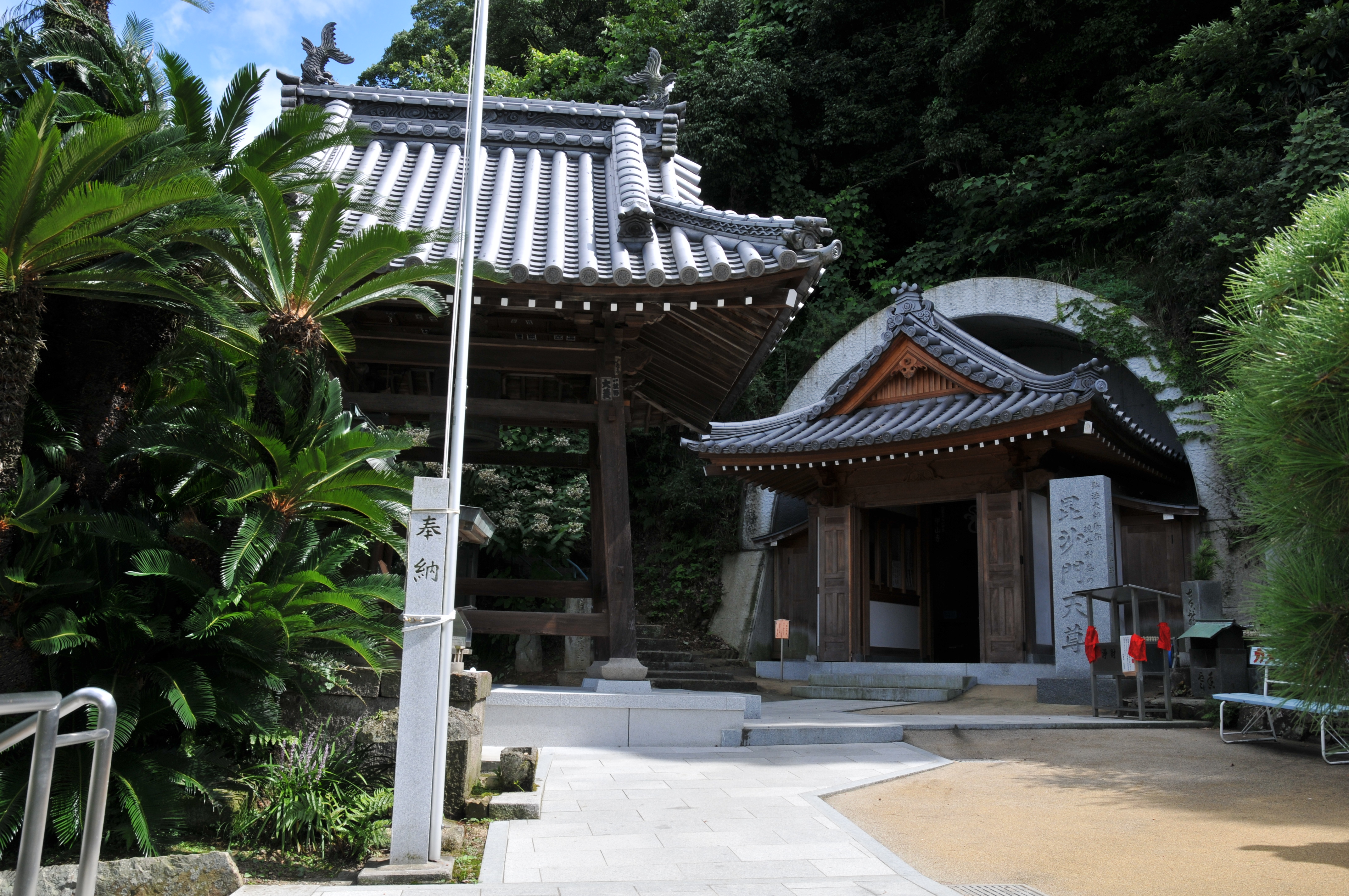
Glockenturm und Bishamondō